# Rijksbeschermd gezicht Drimmelen
Gezicht Drimmelen is een van rijkswege beschermd dorpsgezicht in Drimmelen in de Nederlandse provincie Noord-Brabant. De procedure voor aanwijzing werd gestart op 15 januari 1986. Het gebied werd op 5 december 1990 definitief aangewezen. Het beschermd gezicht beslaat een oppervlakte van 7,2 hectare.
Panden die binnen een beschermd gezicht vallen krijgen niet automatisch de status van beschermd monument. Wel zal de gemeente het bestemmingsplan aanpassen om nieuwe ontwikkelingen in het gebied te reguleren. De gezichtsbescherming richt zich op de stedenbouwkundige en cultuurhistorische waardering van een gebied en wil het toekomstig functioneren daarvan veiligstellen.